# نتلهم
نتلهم (به انگلیسی: Nettleham) یک روستا و محله مدنی در بریتانیا است که در West Lindsey واقع شده‌است. نتلهم ۳٬۴۳۷ نفر جمعیت دارد.